# Pedrógão Grande
Pedrógão Grande – miejscowość w Portugalii, leżąca w dystrykcie Leiria, w regionie Centrum w podregionie Pinhal Interior Norte. Miejscowość jest siedzibą gminy o tej samej nazwie.

## Demografia
| Liczba ludności gminy Pedrógão Grande (1801–2011) | Liczba ludności gminy Pedrógão Grande (1801–2011) | Liczba ludności gminy Pedrógão Grande (1801–2011) | Liczba ludności gminy Pedrógão Grande (1801–2011) | Liczba ludności gminy Pedrógão Grande (1801–2011) | Liczba ludności gminy Pedrógão Grande (1801–2011) | Liczba ludności gminy Pedrógão Grande (1801–2011) | Liczba ludności gminy Pedrógão Grande (1801–2011) | Liczba ludności gminy Pedrógão Grande (1801–2011) | Liczba ludności gminy Pedrógão Grande (1801–2011) |
| ------------------------------------------------- | ------------------------------------------------- | ------------------------------------------------- | ------------------------------------------------- | ------------------------------------------------- | ------------------------------------------------- | ------------------------------------------------- | ------------------------------------------------- | ------------------------------------------------- | ------------------------------------------------- |
| 1801                                              | 1849                                              | 1900                                              | 1930                                              | 1960                                              | 1981                                              | 1991                                              | 2001                                              | 2004                                              | 2011                                              |
| 6 691                                             | 9 132                                             | 14 157                                            | 8 877                                             | 8 239                                             | 5 842                                             | 4 643                                             | 4 398                                             | 4 262                                             | 3 915                                             |

## Sołectwa
Sołectwa gminy Pedrógão Grande (ludność wg stanu na 2011 r.)
- Graça - 786 osób
- Pedrógão Grande - 2550 osób
- Vila Facaia - 579 osób